# Palma Pampa
Palma Pampa (auch: Palmar Pampa) ist eine Ortschaft im Departamento La Paz im südamerikanischen Anden-Staat Bolivien.

## Lage im Nahraum
Palma Pampa ist fünftgrößter Ort des Kanton Huancané und liegt im Municipio Chulumani in der Provinz Sud Yungas. Die Ortschaft liegt auf einer Höhe von 1629 m wenige Kilometer östlich des Río Tamampaya und direkt nördlich des Río Jalaka.

## Geographie
Palma Pampa liegt in den bolivianischen Yungas am Ostabhang des Hochgebirgsrückens der Cordillera Real. Das Klima ist ein typisches Tageszeitenklima, bei dem die mittlere Schwankung der Tagestemperaturen deutlicher ausfällt als die jahreszeitlichen Schwankungen.
Die mittlere Durchschnittstemperatur der Region liegt bei 21 °C (siehe Klimadiagramm Chulumani), die mittleren Monatswerte schwanken nur unwesentlich zwischen 18 °C im Juli und 22 °C im Dezember. Der Jahresniederschlag beträgt etwa 1150 mm, die Monatsniederschläge liegen zwischen etwa 20 mm in den Monaten Juni und Juli und mehr als 150 mm von Dezember bis Februar.

## Verkehrsnetz
Palma Pampa liegt in einer Entfernung von 132 Straßenkilometern östlich von La Paz, der Hauptstadt des gleichnamigen Departamentos.
Von La Paz führt die asphaltierte Nationalstraße Ruta 3 in nordöstlicher Richtung 60 Kilometer bis Unduavi, von dort zweigt die unbefestigte Ruta 25 in südöstlicher Richtung ab entlang des Río Unduavi und erreicht nach 64 Kilometern Huancané. Am östlichen Ortsausgang von Huancané zweigt eine unbefestigte Landstraße in nördlicher Richtung ab, die nach fünf Kilometern den Río Jalaka durchquert und nach noch einmal drei Kilometern Palma Pampa erreicht, von wo aus die Straße weiter über Naranjani und Colpar nach Río Blanco führt.

## Bevölkerung
Die Einwohnerzahl der Ortschaft ist in den vergangenen beiden Jahrzehnten auf das Fünffache angestiegen:
| Jahr | Einwohner | Quelle       |
| ---- | --------- | ------------ |
| 1992 | 84        | Volkszählung |
| 2001 | 305       | Volkszählung |
| 2012 | 484       | Volkszählung |
| 2024 |           | Volkszählung |

Die Region weist einen hohen Anteil an Aymara-Bevölkerung auf, im Municipio Chulumani sprechen 49,9 Prozent der Bevölkerung Aymara.